# حصن العنوق (المفلحي)

تعديل مصدري - تعديل

حصن العنوق هي إحدى قرى عزلة المفلحي بمديرية المفلحي التابعة لمحافظة لحج، بلغ تعداد سكانها 140 نسمة حسب تعداد اليمن لعام 2004.